# نوآ تسوروشیما
نوآ تسوروشیما (انگلیسی: Noa Tsurushima؛ زادهٔ ۲۴ مهٔ ۲۰۰۱) بازیگر تلویزیون، بازیگر، و مدل (شخص) اهل ژاپن است. وی از سال ۲۰۱۳ میلادی تاکنون مشغول فعالیت بوده‌است.